# Timothy-Syndrom
Das Timothy-Syndrom ist eine seltene autosomal-dominant vererbte Erkrankung, die sich sowohl durch körperliche Fehlbildungen als auch durch neurologische und entwicklungsbezogene Störungen auszeichnet. Zu den Hauptmerkmalen zählen eine verlängerte QT-Zeit im EKG, Herzrhythmusstörungen, strukturelle Herzfehler, Syndaktylie (Verwachsung von Fingern oder Zehen) sowie Autismus-Spektrum-Störungen. Das Syndrom stellt eine klinische Manifestation verschiedener Störungen dar, die durch Mutationen im CACNA1C-Gen verursacht werden. Dieses Gen kodiert die a-Untereinheit des spannungsabhängigen Kalziumkanals Cav1.2.

## Symptome
Das auffälligste Anzeichen für den Typ 1 des Timothy-Syndroms ist das gleichzeitige Auftreten von Syndaktylie (ca. 0,03 % der Geburten) und Long-QT-Syndrom (jährlich etwa 1 % der Bevölkerung). Weitere häufige Symptome sind Herzrhythmusstörungen (94 %), strukturelle Herzfehler (59 %) sowie Autismus bzw. Störungen aus dem Autismus-Spektrum (80 % der überlebenden Patienten). Etwa die Hälfte der Betroffenen weist zudem faziale Dysmorphien wie abgeflachte Nasen auf. Die Zähne der Kinder sind häufig klein und durch unzureichende Zahnschmelzbildung anfällig für Karies, sodass oft Zahnextraktionen erforderlich sind. Das durchschnittliche Sterbealter infolge solcher Komplikationen liegt bei 2,5 Jahren, wenngleich einige Patienten Berichten zufolge bis ins mittlere oder späte dritte Lebensjahrzehnt überlebt haben.
Typ 2 weist größtenteils dieselben Symptome wie Typ 1 auf, allerdings fehlt die Syndaktylie. Dafür treten vermehrt muskulär-skelettale Anomalien wie hyperflexible Gelenke sowie häufig Hüftdysplasien auf. Auch faziale Fehlbildungen wie vorstehende Stirn und Zunge sind bei Typ-2-Patienten häufiger zu beobachten. Viele Kinder mit Timothy-Syndrom kommen aufgrund von fetalem Stress per Kaiserschnitt zur Welt.

## Pathophysiologie

Timothy-Syndrom hat ein autosomal-dominant Vererbungsmuster.

Das Timothy-Syndrom wird autosomal-dominant vererbt. Es existieren zwei anerkannte Typen: die klassische Form (Typ 1) und Typ 2. Beide Formen beruhen auf Mutationen im CACNA1C-Gen, das für die a1C-Untereinheit des spannungsabhängigen Kalziumkanals Cav1.2 kodiert. Die Mutationen beeinträchtigen die spannungsabhängige Inaktivierung des Kanals, was zu einer verlängerten Öffnung führt und somit die zelluläre Erregbarkeit erhöht.
Die Mutationen liegen bei Typ 1 im Exon 8a und bei Typ 2 im Exon 8. Diese Exons sind alternativ und schließen sich gegenseitig aus. Exon 8a wird besonders stark im Herz, Gehirn, Magen-Darm-Trakt, in der Lunge, im Immunsystem und in der glatten Muskulatur exprimiert, während Exon 8 etwa fünfmal stärker exprimiert wird.
Bei der klassischen Form wird meist die G406R-Mutation in der Domäne D1S6 beobachtet. Diese Mutation verhindert eine ordnungsgemäße spannungsabhängige Inaktivierung des Kanals. Typ 2 weist häufig dieselbe Mutation im alternativen Exon auf. Eine weitere Variante – G402S – verursacht eine weniger ausgeprägte Form des Long-QT-Syndroms (LQT8), ohne syndromale Merkmale.
Die Folge dieser Mutationen ist ein verlängertes Einwärtsstrom während der kardialen Aktionspotenziale, was zu einer verlängerten Depolarisation, einem Long-QT-Syndrom und daraus resultierenden Herzrhythmusstörungen führt. Aufgrund der stärkeren Expression von Exon 8 im Herzen sind die kardialen Symptome bei Typ 2 meist ausgeprägter als bei Typ 1.
Ein Schweinemodell mit derselben Mutation zeigte, dass Kalziumüberladung ein funktionelles Substrat für Reentry-Tachykardien schaffen kann, indem sie die Erregungsausbreitung verlangsamt. Einzelzellstudien weisen außerdem darauf hin, dass die autophosphorylierte CaMKIl den Natrium-Spitzenstrom hemmt, was zu weiterer Leitungsverlangsamung führt.

## Diagnostik

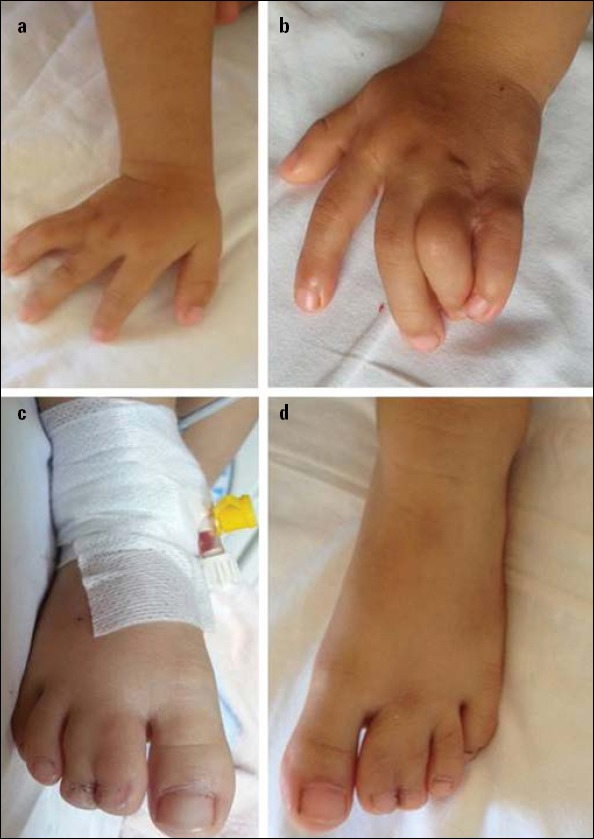
Syndaktylie bei einem zweieinhalbjährigen Mädchen, das an Timothy-Syndrom leidet

Syndaktylie und andere Fehlbildungen werden meist unmittelbar nach der Geburt festgestellt. Das Long-QT-Syndrom manifestiert sich häufig als Komplikation nach einer operativen Korrektur der Syndaktylie oder in Form plötzlicher Kollapsanfälle bei Kindern während des Spielens. In allen Fällen erfolgt die definitive Diagnose mittels EKG.

## Behandlung
Chirurgische Eingriffe dienen der Korrektur struktureller Herzfehler und der Syndaktylie. Propranolol oder andere Beta-Blocker werden zur Kontrolle der Herzfrequenz eingesetzt. In schweren Fällen kann ein Herzschrittmacher notwendig sein. Angesichts der pathophysiologischen Grundlagen, die auf eine gestörte Kalziumkanal-Inaktivierung hinweisen, könnten auch Kalziumkanalblocker ein potenzielles therapeutisches Mittel darstellen.

## Prognose
Die Prognose für Patienten mit Timothy-Syndrom ist insgesamt ungünstig. In einer Studie starben 10 von 17 untersuchten Kindern im Durchschnittsalter von 2,5 Jahren. Von den Überlebenden zeigten drei autistische Symptome, während ein weiterer Patient starke Sprachentwicklungsverzögerungen aufwies. Ein Patient mit der G402S-Mutation war weitgehend gesund, abgesehen von Herzrhythmusstörungen. In zwei dokumentierten Fällen trugen die Mütter dieselbe Mutation, zeigten jedoch keine phänotypischen Auffälligkeiten – vermutlich aufgrund von Mosaizismus, der die Schwere der Symptome mindert.

## Geschichte
Einige mit dem Timothy-Syndrom assoziierte Anomalien wurden bereits in den 1990er-Jahren beschrieben. Erst 2004 konnte die Krankheit eindeutig mit Kalziumkanal-Fehlfunktionen in Verbindung gebracht werden. Die Namensgebung geht auf Katherine W. Timothy zurück, eine der ersten Forscherinnen, die das Syndrom systematisch untersuchte und viele der heute bekannten phänotypischen Merkmale identifizierte.